# アーサーとふたつの世界の決戦
『アーサーとふたつの世界の決戦』（アーサーとふたつのせかいのけっせん、原題：Arthur et la guerre des deux mondes）は、2010年10月13日に公開されたフランス映画。実写と3Dアニメーションとで構成されたファンタジー映画三部作の最終章となった作品である。第36回セザール賞のアニメ映画賞を受賞している。
日本では劇場未公開。2011年6月23日 - 26日開催のフランス映画祭2011にてオープニング作品として特別上映。2012年5月7日に角川書店よりDVD（DABA-4181）とBlu-ray Disc（DAXA-4181）が同時発売されている。映像特典はメイキング映像とオリジナル予告編。また、WOWOWでこの映画の鑑賞も放送している。
この映画と同じ名の小説も発売されており、日本語版では2012年3月24日に角川文庫より発売されている。著者はリュック・ベッソン。日本語翻訳は松本百合子。

## キャスト
※括弧内は日本語吹き替え
- アーサー - フレディ・ハイモア（池田恭祐）
- デイジーおばあちゃん - ミア・ファロー（片貝薫）
- アーチボルトおじいちゃん - ロナルド・クロフォード（永井一郎）
- セレニア - セレーナ・ゴメス（弓場沙織）
- ダルコス - シムハ・バルビロ（乃村健次）
- マルタザール - ルー・リード（高木渉）
- ベタメッシュ - ジミー・ファロン（阪口大助）

## スタッフ
- 監督：リュック・ベッソン
- 製作：リュック・ベッソン、エマニュエル・プレヴォスト
- 脚本：リュック・ベッソン、セリーヌ・ガルシア
- 撮影：ティエリー・アルボガスト
- 音楽：エリック・セラ
- 美術：ユーグ・ティサンディエ
- CGアニメーション：BUF

## 関連作品
- アーサーとミニモイの不思議な国
- アーサーと魔王マルタザールの逆襲